# Pavel Štěpán

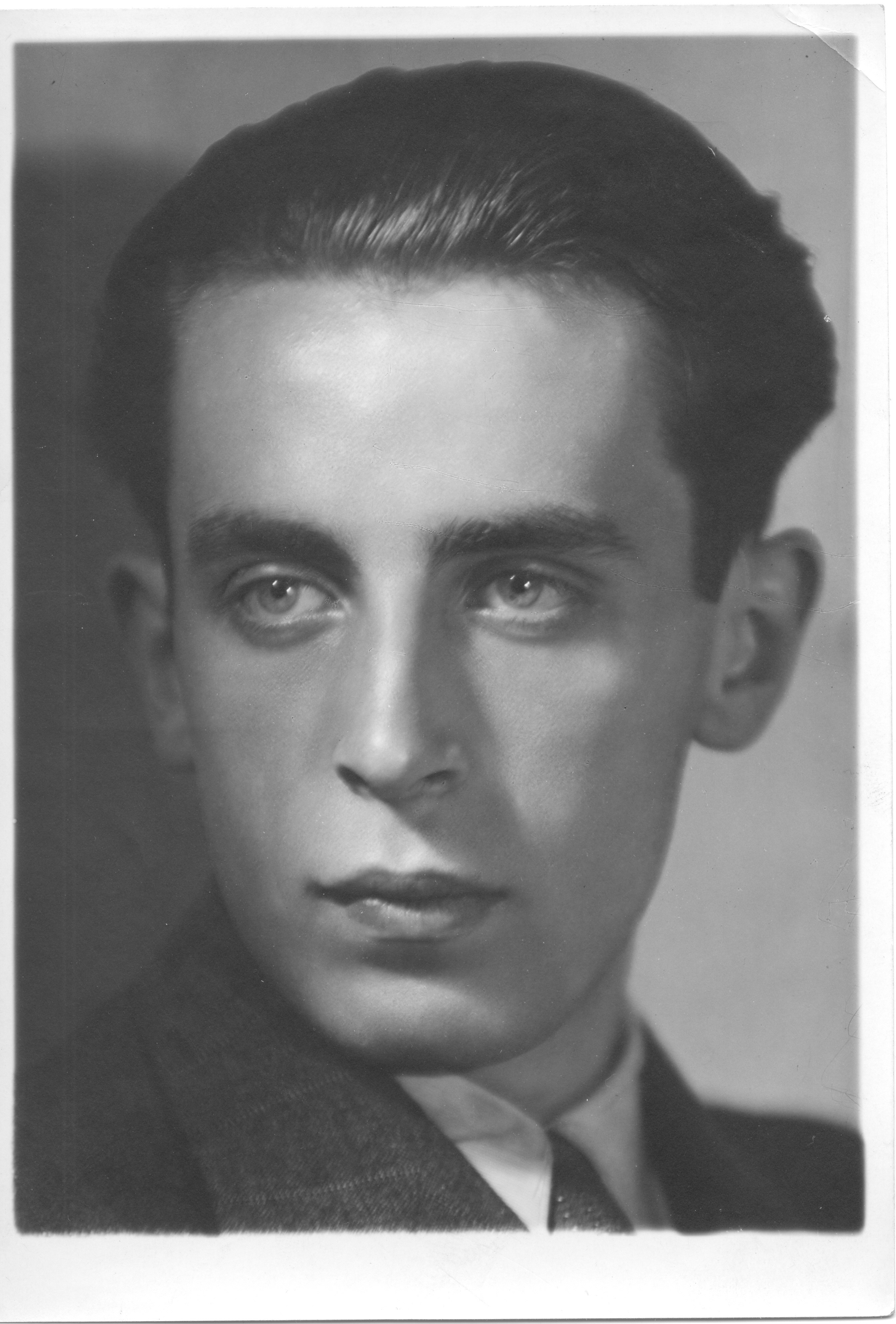
Pavel Štěpán

Pavel Štěpán (* 28. Mai 1925 in Brünn; † 30. September 1998 in Prag) war ein klassischer Pianist.

## Leben
Štěpán knüpfte in seiner künstlerischen Laufbahn an die Traditionen seiner Familie an. Er war Enkel des Klavierpädagogen Vilém Kurz, Sohn der Klaviervirtuosin und Klavierpädagogin Ilona Štěpánová-Kurzová und des Komponisten, Theoretikers und Pianisten Václav Štěpán. Die Familie unterhielt enge Beziehungen zum Komponisten Josef Suk und konnte sich bei der Durchführung seiner Klavierwerke direkt nach seinen persönlichen Interpretationsanweisungen richten.
Mit 16 Jahren trat Štěpán zum ersten Mal vor der Öffentlichkeit auf, zwei Jahre später spielte er mit der Tschechischen Philharmonie unter der Leitung von Rafael Kubelík. In den Jahren 1971 und 1982 wurde Supraphon mit ihm als Interpreten mit der Wiener Flötenuhr ausgezeichnet. Im Jahre 1976 erhielt er die Goldene Platte der Firma Supraphon für die beste Aufnahme des Jahres und die Gesamteinspielung des Klavierwerkes von Josef Suk.

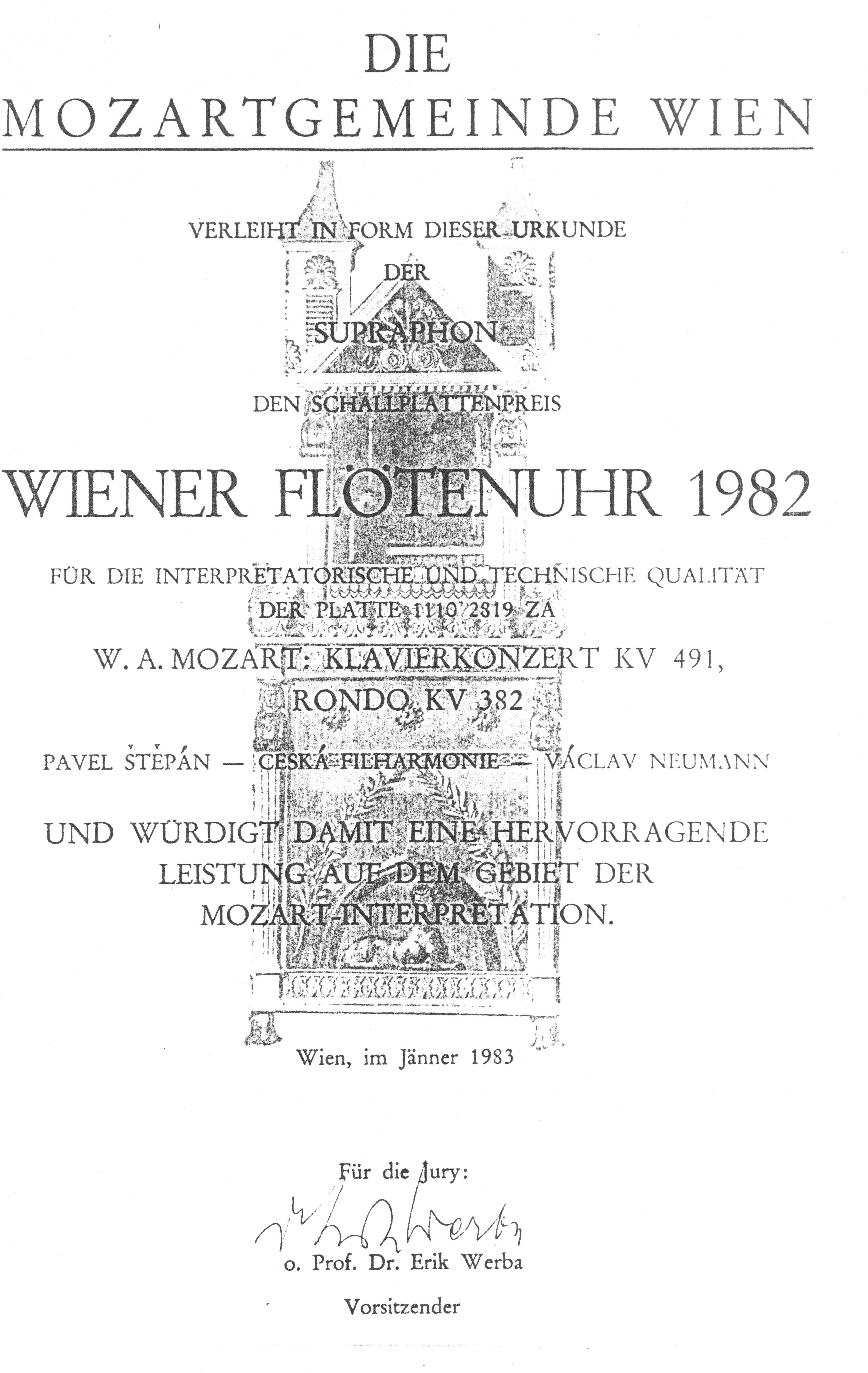
Wiener Flötenuhr 1982